# Commissione dei Cinque

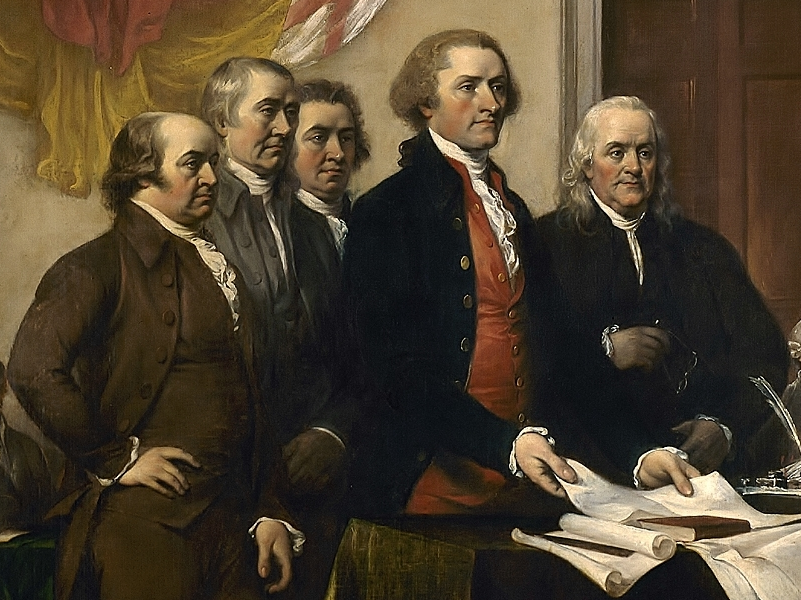
Dipinto del 1818 di John Trumbull raffigurante il Comitato dei Cinque che presenta la bozza della Dichiarazione di Indipendenza al Secondo Congresso Continentale a Philadelphia. Da sinistra: John Adams, Roger Sherman, Robert Livingston, Thomas Jefferson, Benjamin Franklin

La Commissione dei Cinque fu un gruppo delegato dal secondo congresso continentale l'11 giugno 1776 con lo scopo di delineare una bozza della dichiarazione d'indipendenza.

## Membri
La commissione era composta da:
- John Adams del Massachusetts
- Benjamin Franklin della Pennsylvania
- Thomas Jefferson della Virginia
- Robert R. Livingston di New York
- Roger Sherman del Connecticut